# Старолозоватка
Старолозоватка (укр. Старолозуватка) — село,
Илларионовский поселковый совет,
Синельниковский район,
Днепропетровская область,
Украина.
Код КОАТУУ — 1224855304. Население по переписи 2001 года составляло 289 человек.

## Географическое положение
Село Старолозоватка находится на расстоянии в 1 км от села Лозоватка.
По селу протекает пересыхающий ручей с запрудой.
Рядом проходит автомобильная дорога М-18 (E 105).